# PTPiREE (format danych)
PTPiREE – format danych dobowych o zużyciu energii, stosowany w wymianie danych pomiędzy uczestnikami rynku energii elektrycznej w Polsce. Opracowany przez Polskie Towarzystwo Przesyłu i Rozdziału Energii Elektrycznej (PTPiREE).

## Budowa
Plik PTPiREE jest to plik tekstowy składający się z nagłówka, listy pomiarów energii elektrycznej oraz sumy kontrolnej. Wiersze oddzielone są znakami końca linii CRLF.

## Budowa nagłówka
Nagłówek pliku składa się z sześciu wierszy:
1. Skrócona nazwa spółki dystrybucyjnej.
2. ID 1, często numer licznika.
3. ID 2, często typ licznika.
4. Kod rodzaju energii elektrycznej (czynna/bierna) i umowny kierunek przepływu (pobór/oddawanie): CP, CO, QP, QO.
5. Data doby pomiarowej.
6. Liczba pomiarów w dobie: 23, 24 lub 25.

Doby liczone są od północy do północy według czasu urzędowego. W dniu zmiany czasu ze strefowego na letni "doba urzędowa" jest krótsza o godzinę i ma 23 godziny, zaś w dniu zmiany czasu z letniego na strefowy jest dłuższa o godzinę i ma 25 godzin, stąd odpowiednia zmiana liczby pomiarów w pliku.

## Budowa wiersza pomiaru energii elektrycznej
Wiersz składa się dwóch wartości: wartości pobranej energii elektrycznej oraz wskaźnika jakości.
Wartość pobranej energii jest podawana z dokładnością do trzech miejsc po przecinku, separatorem miejsc dziesiętnych jest „.” (kropka), zaś separatorem wskaźnika jakości „,” (przecinek).
Wskaźnik jakości przyjmuje trzy wartości:
- „+” – (plus) dane poprawne.
- „-” – (minus) dane niepoprawne lub brak danych.
- „*” – (gwiazdka) dane niepełne.

## Suma kontrolna
Suma kontrolna w formacie PTPiREE jest to 16-bitowy cykliczny kod nadmiarowy (CRC) obliczany według algorytmu znanego jako CRC-CCITT (stosowanego m.in. w protokołach XMODEM i Bluetooth). Suma kontrolna wyliczana jest na bajtowym ciągu znaków złożonym z nagłówka oraz listy pomiarów wraz ze znakami końca linii.
Przykładowy kod PHP wyliczający sumę kontrolną:
```
<?php

$len
 
=
 
strlen
(
$fullContent
);

$crc
=
0
;

$polynomial
 
=
 
0x1021
;

for
(
$i
 
=
 
0
;
 
$i
 
<
 
$len
;
 
$i
++
)
 

{

    
for
 
(
$j
 
=
 
0
;
 
$j
 
<
 
8
;
 
$j
++
)
 
    
{

        
$b
 
=
 
ord
(
$fullContent
[
$i
]);

        
$bit
 
=
 
((
$b
 
>>
 
(
7
-
$j
)
 
&
 
1
)
 
==
 
1
);

        
$c15
 
=
 
((
$crc
 
>>
 
15
 
&
 
1
)
 
==
 
1
);

        
$crc
 
<<=
 
1
;

        
if
(
$c15
 
^
 
$bit
)
 
$crc
 
^=
 
$polynomial
;

    
}

}

$crc
 
&=
 
0xffff
;

$fullContent
.=
sprintf
(
"%04X"
,
$crc
)
.
"
\r\n
"
;

?>

```